# Tungurahua (sopka)
Tungurahua (v překladu do češtiny Krk ohně) je aktivní stratovulkán ve stejnojmenné provincii ve středním Ekvádoru. Je vysoký 5023 metrů nad mořem. Prvovýstup provedli němečtí vulkanologové Alphons Stübel a Wilhelm Reiss. Sopka a její okolí jsou součástí národního parku Sangay.

### Externí odkazy

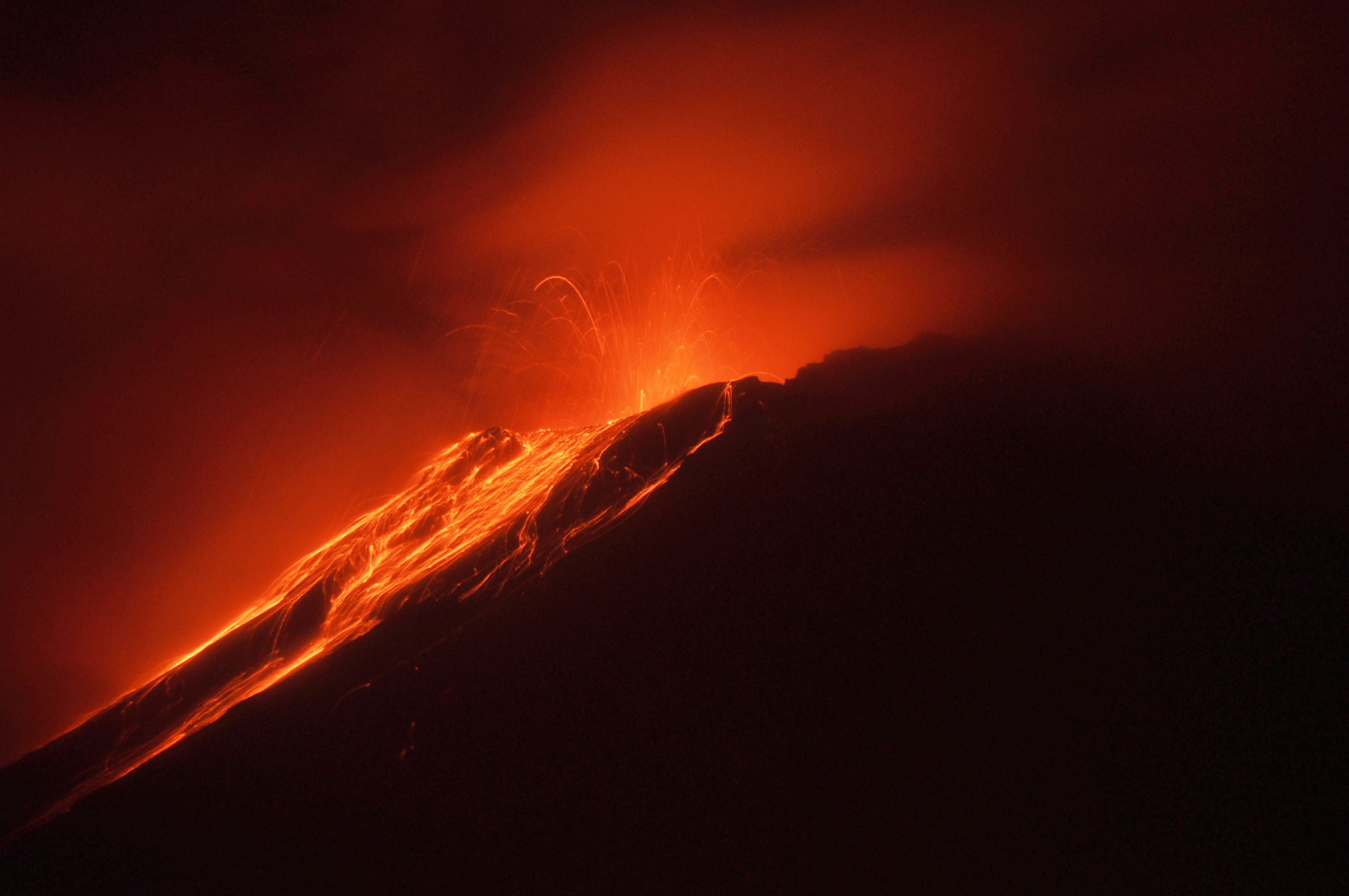
(2011) Tungurahua, (sopka)